# Veľký Lom
Veľký Lom (ungarisch Nagylám) ist eine Gemeinde im Süden der Slowakei mit 132 Einwohnern (Stand 31. Dezember 2024). Sie gehört zum Okres Veľký Krtíš, einem Kreis des Banskobystrický kraj.

## Geographie

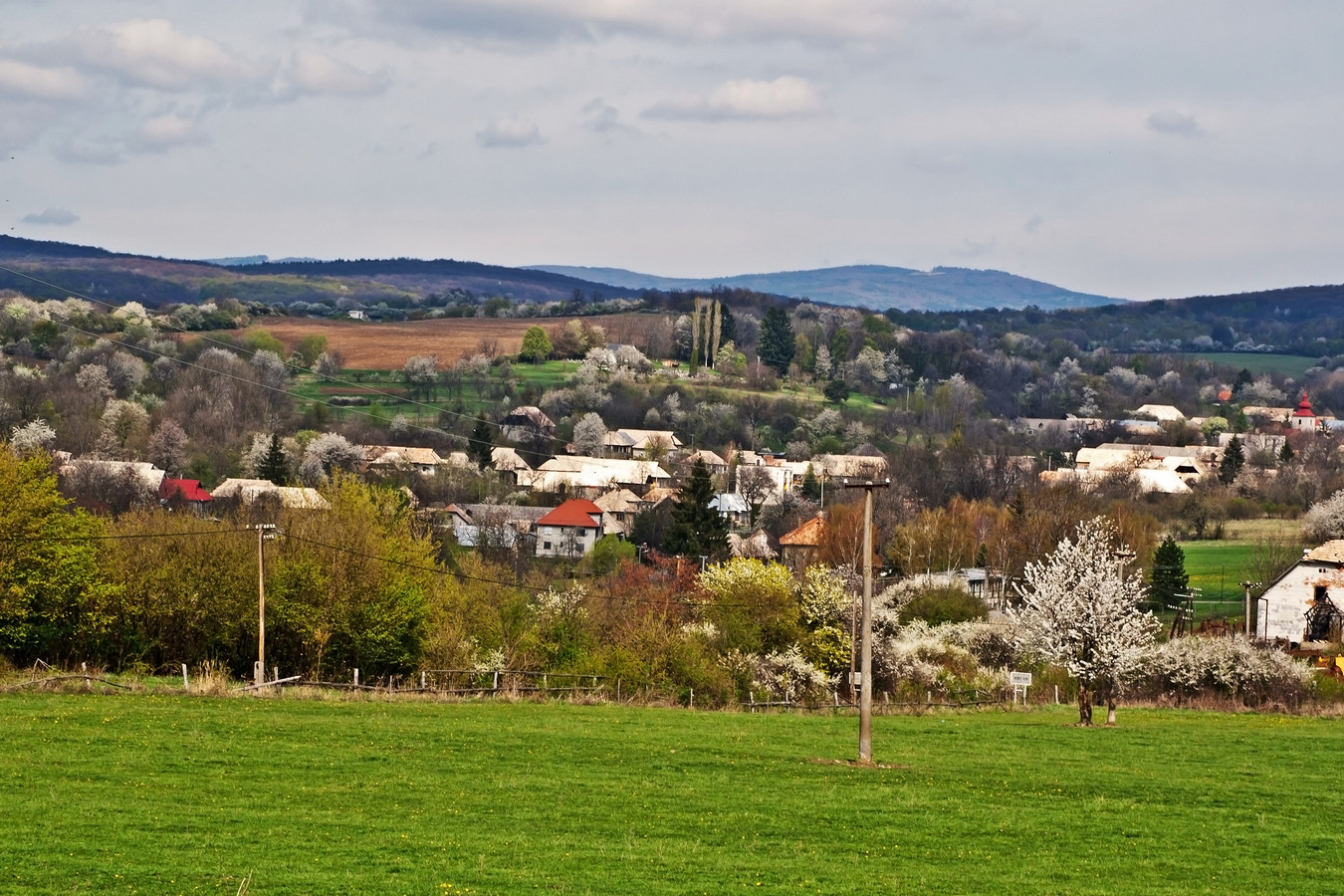
Veľký Lom

Die Gemeinde befindet sich im Tal des Baches Lomský potok in der Hochebene Krupinská planina. Das Ortszentrum liegt auf einer Höhe von 424 m n.m. und ist 20 Kilometer von Veľký Krtíš entfernt.
Nachbargemeinden sind Lešť (Militärgelände) im Westen und Norden, Červeňany und Šuľa im Nordosten, Senné im Osten und Südosten und Suché Brezovo im Süden.

## Geschichte
Veľký Lom wurde zum ersten Mal 1573 als Laam schriftlich erwähnt, entstand aber früher, wahrscheinlich im 14. Jahrhundert. Das Dorf gehörte zur Herrschaft der Burg Divín, ab dem 17. Jahrhundert teilweise auch zur Herrschaft der Blauenstein. 1828 zählte man 59 Häuser und 440 Einwohner, die als Landwirte und Viehhalter beschäftigt waren.
Bis 1918/1919 gehörte der im Komitat Neograd liegende Ort zum Königreich Ungarn und kam danach zur Tschechoslowakei beziehungsweise heute Slowakei. 1950 musste die Gemeinde einen Teil des Gemeindegebiets an das neu entstandene Militärgelände Lešť abtreten.

## Bevölkerung
| Jahr                | 1994 | 2004    | 2014     | 2024     |
| ------------------- | ---- | ------- | -------- | -------- |
| Anzahl der Personen | 232  | 220     | 195      | 132      |
| Unterschied         |      | −5,17 % | −11,36 % | −32,30 % |

| Jahr                | 2023 | 2024 |
| ------------------- | ---- | ---- |
| Anzahl der Personen | 132  | 132  |
| Unterschied         |      | +0 % |

Gemäß der Volkszählung 2011 wohnten in Veľký Lom 215 Einwohner, davon 195 Slowaken, 14 Ukrainer sowie jeweils ein Magyare und Tscheche. Vier Einwohner machten keine Angabe zur Ethnie.
92 Einwohner bekannten sich zur Evangelischen Kirche A. B., 65 Einwohner zur römisch-katholischen Kirche, neun Einwohner zur orthodoxen Kirche, drei Einwohner zur Christlichen Gemeinde, jeweils zwei Einwohner zur evangelisch-methodistischen Kirche und zur griechisch-katholischen Kirche und ein Einwohner zur altkatholischen Kirche. Vier Einwohner waren konfessionslos und bei 33 Einwohnern wurde die Konfession nicht ermittelt.

## Bauwerke
- evangelische Kirche aus dem Jahr 1842